# 't Haantje (Friesland)
 't Haantje is een voormalige buurtschap in de gemeente Leeuwarden, in de Nederlandse provincie Friesland. De buurtschap was gelegen aan de Bredyk en viel onder het dorp Jelsum.
In de buurtschap was ook gelijknamige café gevestigd, men kon het ook een gehucht noemen. Aan de plaats kwam in 1987 een eind doordat alle woningen en het café werden gesloopt. Dit om een ventweg aan te liggen en ten gevolge van de verbreding van de Bredyk N357. Bovendien hadden de woningen veel geluidsoverlast van het vliegveld van Leeuwarden. 't Haantje wordt nog wel als gebiedsduiding gebruikt, in het Fries Jelsumer Húskes, naar de alternatieve benamingen Jelsumerhuizen voor de buurtschap, die in de laatste jaren van de buurtschap werd gebezigd.
Steden, dorpen en gehuchten: Aegum · Baard · Beers · Britsum · Cornjum · Finkum · Friens · Goutum · Grouw · Hempens · Hijlaard · Hijum · Huins · Idaard · Irnsum · Jellum · Jelsum · Jorwerd · Leeuwarden · Lekkum · Lions · Mantgum · Miedum · Oosterlittens · Oude Leije · Roordahuizum · Snakkerburen · Stiens · Swichum · Teerns · Warstiens · Wartena · Warga · Weidum · Wirdum · Wytgaard

Buurtschappen: Abbengawier · Angwier · Baardburen · Bartlehiem (deels) · Barrahuis · De Hem · Domwier · Fons · Groote Bontekoe · Gotum · Hezens · Horne · Hofland · Hoptille · Marwird · Midsburen · Naarderburen · Noordend · Oude Schouw (deels) · Poelhuizen · Rewerd (deels) · Schillaard · Schrins · Tichelwerk · Tjaard · Tjeintgum · Truurd · Tsienzerburen · Vensterburen · Vierhuis · Vrouwbuurtstermolen (deels) · Wammerd · Wiel · Wieuwens · Wilaard · Zuiderburen · Zuiderend

Voormalige buurtschappen: De Drie Romers · Hoek

Friesland: Steden en dorpen      Nederland: Provincies · Gemeenten